# Micropholis compta
Espèce
Statut de conservation UICN

 VU B1+2c : Vulnérable
Classification phylogénétique
Micropholis compta est une espèce de plantes à fleurs de la famille des Sapotaceae. C'est un arbre originaire du Brésil.

## Répartition
Endémique et dispersé dans la forêt côtière au Brésil dans les états de Bahia, et de Rio de Janeiro au Brésil.